# جورج غروفز (لاعب كرة قدم أمريكية)
جورج غروفز (بالإنجليزية: George Groves)‏ هو لاعب كرة قدم أمريكية أمريكي، ولد في 10 يونيو 1921، وتوفي في 23 يوليو 2011.